# Chima
Chima es un municipio de Colombia, situado en el departamento de Santander (provincia Comunera) sobre una de las bifurcaciones de la cordillera oriental denominada "Serrania de los Yariguies". Se encuentra a una distancia de la ciudad de Bucaramanga (capital del departamento) de 166 km. El Municipio de Chima fue fundado el 16 de febrero de 1722 por Don José Camacho Sabidos.
Tiene un total de 3.087 habitantes, incrustado en el corazón de Santander, formado por una plaza central, una iglesia parroquial de construcción colonial, una larga calle real y carreras con piso de piedra labrada.
Circundado su territorio por el norte con el municipio de Simacota, por el oriente con los municipios de Palmas del Socorro y Guapotá, por el sur con el municipio de Guadalupe, por el occidente con los municipios de Santa Helena del Opón y Contratación. Tiene una extensión territorial de 174 km².

## Geografía
El Municipio de Chima se encuentra localizado en la parte sur-central del Departamento de Santander, en la Cordillera Oriental.

## Situación geográfica de Chima
Sus Coordenadas son: X = 1.189.000 hasta X = 1.211.000, Y = 1.066.000 hasta Y = 1.094.000, de acuerdo con la Proyección de Gauss en la cual el punto de origen es Bogotá.
La ubicación geográfica de la cabecera municipal es 6º 21´ de latitud y 73° 23´ de longitud, según el IGAC. Las altitudes varían según la ubicación altitudinal desde 800 hasta 3400 m.s.n.m. La temperatura promedio de 22 °C.
Hidrológicamente hace parte de las subcuencas del río Suárez, de la quebrada La Chimera y las microcuencas de las quebradas Macáligua, Guamacá, La Colorada y Sardinas.
Geológicamente el municipio corresponde a sedimentos de origen continental y marino que fueron generados desde el Jurásico Superior al Cretáceo Inferior también se presentan depósitos cuaternarios de origen fluvial y coluvial. Las formaciones que se presentan son: Girón, Arcabuco, Cumbre, Rosablanca, Paja, Tablazo y Simití.
Límites del municipio:El municipio de Chima esta limitado de la siguiente manera: Por el oriente (E) con el municipio de Guapota, por medio del río Suárez. Al occidente (W) con Santa Helena del Opón, por medio de la divisoria de aguas de la Serranía de los Yariguies. Al norte (N) con Simacota, por medio de las quebradas El Indio y la Cuchilla Guamito y al sur (S) con el municipio de Contratación por Las quebradas Macaligua y Cureña.5
Extensión total:152 km² km²
Extensión área urbana:127 km² km²
Extensión área rural:Extensión en km² km²
Altitud de la cabecera municipal (metros sobre el nivel del mar): 600 a 3000 m s. n. m.
Temperatura media: 22 °C°C
Distancia de referencia: 155 km de Bucaramanga

## Ecología
El Municipio cuenta con varios climas: cálido húmedo, templado húmedo y frío super húmedo, distribuido desde las cotas 600 a 3000 MSNM; La temperatura oscila entre 9 y 27 °C promedio anual y la precipitación promedio anual es de 1.847 mm en la estación de Chima.
Hidrológicamente hace parte de las subcuencas del río Suárez, de la quebrada La Chimera y las microcuencas de las quebradas Macáligua, Guamacá, La Colorada y Sardinas.
Tectónicamente se encuentra localizado entre la falla de Bucaramanga – Santa Marta, al oriente y la falla de La Salina al occidente; está caracterizada por un estilo estructural de plegamientos, asociado a fallamientos, principalmente inversos.

## Economía
La economía del municipio es movida principalmente por actividades agrícolas como la ganadería, el cultivo de café y cacao, los árboles frutales, entre estos se destaca el cultivo de la guayaba y los cítricos como la mandarina y la naranja.

## Vías de acceso
Su distancia a Bucaramanga es de 155.5 km, de los cuales 20 km se recorren sobre carretera destapada. Cuenta con tres vías de comunicación principales:
La primera conduce al municipio del Socorro con una extensión de 35 km. cubriendo la ruta Chima - Simacota sin pavimentar y Simacota - Socorro por vía pavimentada.
La segunda vía comunica con el municipio de Contratación y los municipios de Guadalupe - Oiba también sin pavimentar.
La última vía comunica a Chima con el municipio de Guapotá interconectada por el Puente San Ignacio con tramos de placa huellas que finalmente conducen a la vía principal Bucaramanga/Bogotá a la altura del municipio de Oiba.

## Sitios turísticos
- Serranía de los Yarigüies
- Cascadas de Chima
- Quebrada la Chimera
- Río Suárez
- Cuevas de Palencia
- Cerro de Pan de Azúcar
- Mirador la pata del diablo
- Pozo del amor
- Pozo el taray
- Pozo la mugre